# Fanbernardo
Fanbernardo è una serie televisiva animata. Fu trasmessa su Raiuno all'interno del programma 3,2,1... contatto!. La sigla Fan Bernardo, era cantata dal gruppo Il Mago, la Fata e la Zucca Bacata.

## Personaggi
- Fanbernardo
- Diogene